# Aspidiotus nerii
Aspidiotus nerii es una especie de insecto hemíptero de la familia Diaspididae. Es una cochinilla que en España suele recibir el nombre vulgar de piojo blanco. Es bastante conocida porque puede llegar a ser una plaga en distintos cultivos agrícolas, tal como olivo, algarrobo, cítricos y plantas ornamentales.
En el cultivo que suele producir mayores daños es en el del limonero. Los daños pueden ser directos, ya que el insecto se alimenta de la savia que absorbe del árbol, debilitándolo. Pero además puede tener unos daños indirectos que a veces son más importantes, estos se deben a que los adultos se instalan en la piel de los frutos y produce zonas del mismo en el que no llega a tomar el característico color amarillo del limón, quedando verdes y por tanto los deprecia para su comercialización.
Aunque vulgarmente se le denomine como "piojo", no tiene nada que ver con los piojos del orden Phthiraptera que se desarrollan como parásitos sobre diversas especies de animales, incluido el hombre.

## Enemigos naturales
Para disminuir sus ataques en plantaciones de limonero, en el levante español se están realizando sueltas de su enemigo natural Aphytis melinus con bastante buen resultado en épocas calurosas y secas, también se hacen sueltas de Encarsia citrina Craw. Entre sus depredadores podemos citar Lindorus lophantae Blaisdell y Chilocorus bipustulatus L.